# Justicia violaceotincta
Justicia violaceotincta är en akantusväxtart som beskrevs av D. Champluvier. Justicia violaceotincta ingår i släktet Justicia och familjen akantusväxter. Inga underarter finns listade i Catalogue of Life.